# Centeterus alpinus
Centeterus alpinus là một loài tò vò trong họ Ichneumonidae.